# Православие в Камбодже
Православие в Камбодже — христианская конфессия на территории Королевства Камбоджа, известная в стране с 1990-х годов.
На 2011 год число православных в Камбодже оценивалось приблизительно в 100 – 150 человек (преимущественно это русские, болгары и представители других традиционно православных народов), что составляет около 0,001 % населения страны.

## История
В 1993 году в столице Камбоджи городе Пномпень на территории Болгарского посольства в память о погибших в стране болгарских миротворцах был построен православный храм-часовня во имя святого великомученика Георгия в юрисдикции Болгарской Православной Церкви. Однако Болгарская Православная Церковь не направляла священнослужителей для регулярного совершения богослужений в храме.
13-15 ноября 2001 году русскую Камбоджу посетил митрополит Смоленский и Калинградский Кирилл, где в том числе совершил панихиду в Георгиевском храме и встретился с рядом высокопоставленных лиц, в том числе с королём Камбоджи Нородомом Сиануком. В ответ на ходатайство православной паствы Камбоджи о постоянном духовном её окормлении священником Московского Патриархата, митрополит Кирилл благословил игумену Олегу (Черепанину), настоятелю Николаевского прихода в Бангкоке, осуществлять такое пастырское попечение, регулярно посещая Камбоджу.
27 декабря 2001 года Священный синод Русской православной церкви учредил Представительство Русской православной церкви в Королевстве Таиланд с поручением духовного окормления православной паствы в Камбодже и Лаосе, главой которого был назначен игумен Олег.
В 2000-е годы клирик Русской православной церкви Олег (Черепанин) по согласованию со священноначалием Болгарской Православной Церкви и руководством дипломатического представительства Болгарии в Пномпене стал совершать богослужения в Георгиевской церкви во время поездок в Камбоджу. Однако, как он отметил: «трудно организовать дееспособный приход при храме, который находится на спецтерритории».
С 6 по 10 сентября 2011 года состоялся рабочий визит архимандрита Олега (Черепанина) и его помощников в Камбоджу с целью совершить богослужения в Пномпене и Сиануквиле, рассмотреть обращения проживающих в Сиануквиле русскоязычных граждан об организации там православного прихода и возможном строительстве православного храма, выработать перспективы развития Православия в Камбодже. В результате была достигнута договорённость об использовании Георгиевского храма в Болгарском посольстве для нужд православной общины Пномпеня. 9 сентября была проведена встреча с «инициативной группой» в Сиануквиле. По итогам встречи, рабочая комиссия церковного представительства и участники «инициативной группы» согласились, что создание прихода или строительство храма сейчас в Сиануквиле преждевременно. Но есть необходимость в регулярном приезде в Сиануквиль священника из Таиланда или других стран, в соответствии с благословением Священноначалия, для проведения катехизационных бесед. Предполагается также открыть на веб-сайте Православной Церкви в Таиланде информационный отдел, освещающий развитие православной жизни в Камбодже и Лаосе.
13 сентября 2012 года состоялось учредительное собрание православных верующих Пномпеня, принявшее единогласное решение о создании в Пномпене православного прихода во имя Святого великомученика Георгия Победоносца в юрисдикции Московского Патриархата и избравшее Приходской совет и его председатель. 14 сентября вечером учредительное собрание прихожан состоялось в Сиануквиле. Православные верующие Сиануквиля также в полном составе приняли решение о создании в Сиануквиле православного прихода во имя великомученика и целителя Пантелеимона.
4 октября 2012 года решением Священного Синода в юрисдикцию Русской православной церкви были принявшего новообразованные церковные приходы во имя святого Георгия Победоносца в Пномпене и святого вмч. Пантелеимона в Сиануквиле, после чего была запрошена Государственная регистрация Московского Патриархата в стране.
По благословению руководителя Управления Московской Патриархии по зарубежным учреждениям архиепископа Егорьевского Марка (Головкова) и в рамках программы развития Православия в Юго-Восточной Азии при поддержке Представительства Русской Православной Церкви в Таиланде начал работу сайт «Православие в Камбодже».
13 июля 2013 года министерство культов и религий Камбоджи зарегистрировало Русскую православную церковь в стране как организацию под именованием «Православная христианская Церковь Камбоджи (Московский Патриархат)». Принятое решение позволяет открытие в Камбодже православных приходов, покупку и оформление земельных участков непосредственно на имя Церкви, строительство храмов, открытие духовных школ, свободное ведение проповеди и др. 4 октября 2013 года архимандрит Олег Черепанин официально объявил о сборе средств на строительство Георгиевского храма в Пномпене, Пантелеимоновского храма в Сиануквиле и Казанского храма в Сием Риепе.
11 и 12 февраля 2014 года посетил Королевство Камбоджу руководитель Управления Московской Патриархии по зарубежным учреждениям архиепископ Егорьевский Марк, в рамках которой состоялась беседа руководителя Управления Московской Патриархии по зарубежным учреждениям архиепископа Егорьевского Марка с министром по делам религий и культов Камбоджи Мин Кхином.
В октябре 2015 года по просьбе православных верующих в Камбодже был издан Православный Молитвослов на кхмерском языке.
В июне 2016 года была издана Литургия святителя Иоанна Златоустого на кхмерском языке. Кроме текста самой Литургии, книга содержит также молитвы ко Святому Причастию и благодарственные молитвы после Святого Причастия.
26 февраля 2019 года Священный Синод Русской православной церкви включил территорию Королевства Камбоджа в состав новообразованной Таиландской епархии.

## Храмы и приходы
Русская православная церковь
- Храм во имя великомученика Георгия Победоносца в Пномпене. Приход создан 13 сентября 2012 года. 6 мая 2015 года архимандрит Олег (Черепанин) совершил чин закладки храма[18]. 19 августа 2017 года в храме начались регулярные богослужения[19].
- Храм во имя великомученика Пантелеимона в Сиануквиле. Приход создан 14 сентября 2012 года. 12 февраля 2014 года архиепископ Марк совершил закладку и чин освящения закладного камня в основание строящегося храма. 25 октября 2015 года храм был освящён[20][21].
- Приход Казанской иконы Божией Матери в Сиемреапе. 12 февраля 2014 года архиепископ Марк совершил чин закладки храма[13]. В настоящее время приход не имеет ни храма, ни постоянного священника[22], а богослужения совершаются в арендуемом помещении[23].

Кроме того, 24 октября 2015 года на территории бывшего торгпредства РФ в Пномпене архиепископ Марк совершил чин закладки Никольского храма в соответствии с договорённостью между Патриархом Московским и всей Руси Кириллом и Министром иностранных дел России Сергеем Лавровым. Строительство так и не началось.
Болгарская православная церковь
- Храм-часовня во имя великомученика Георгия Победоносца на территории Болгарского посольства в Пномпене. Построен в 1993 году. Не имеет прихода и клира. Богослужения нерегулярно совершаются клириками Русской православной церкви, служащими в Камбодже[25][26].